# Turanoza
Turanoza je redukujući disaharid. -izomer se prirodno javlja. Njeno sistemsko ime je -glukopiranozil-(1→3)-α-D-fruktofuranoza. Ona je analog saharoze koji podleže metabolizmu viših biljki. Turanozu prenose saharozni transporteri u unutrašnjost ćelija, gde se koristi za intracelularnu ugljeno hidratnu signalizaciju. Osim te uloge, -(+)-turanozu koriste kao izvor ugljenika mnogi organizmi, uključujući brojne vrste bakterija i gljiva.